# Парк «Супутник»
Парк «Супутник» — міський парк, розташований у Солом'янському районі міста Києва, вздовж Уманської вулиці. Нинішній парк є фактично єдиною вцілілою частиною Кадетського гаю, на основі якої 1969 року і було сформовано парк. Площа — 16,41 га.
У парку переважають листяні породи дерев (здебільшого липа, клен, береза). Є велика кількість кущів.
З 2013 по 2015 роки  проведена реконструкція частини парку з облаштуванням доріжок, спортивного та дитячого майданчиків.
Велика територія парку не облаштована та має вигляд лісопарку.
В 2010-і роки на території парку побудований храм преподобного Сергія Радонезького.
На вищій частині парку 1970 року збудована модерністська біла альтанка. Наприкінці 2021 існував план реконструкції альтанки та навколишньої території.

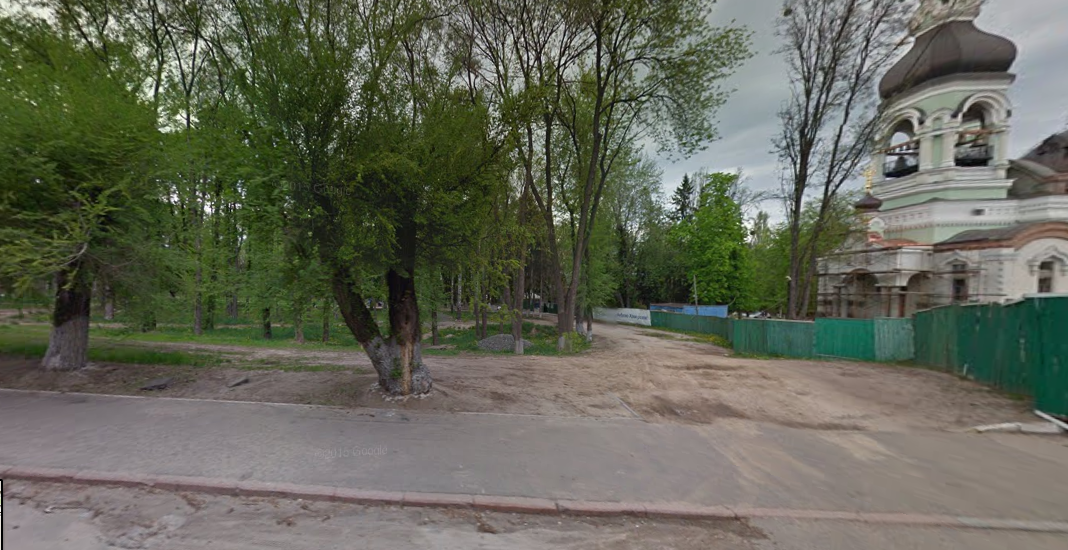
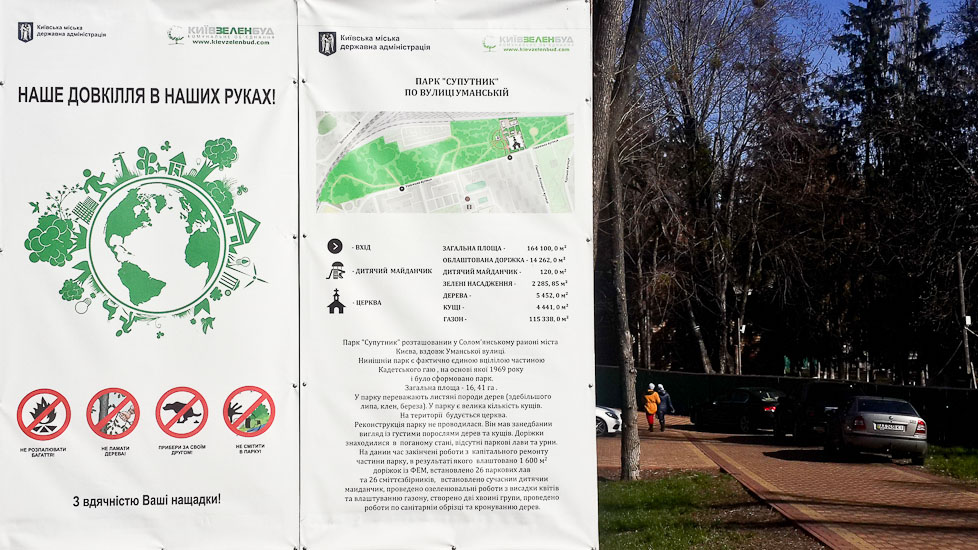
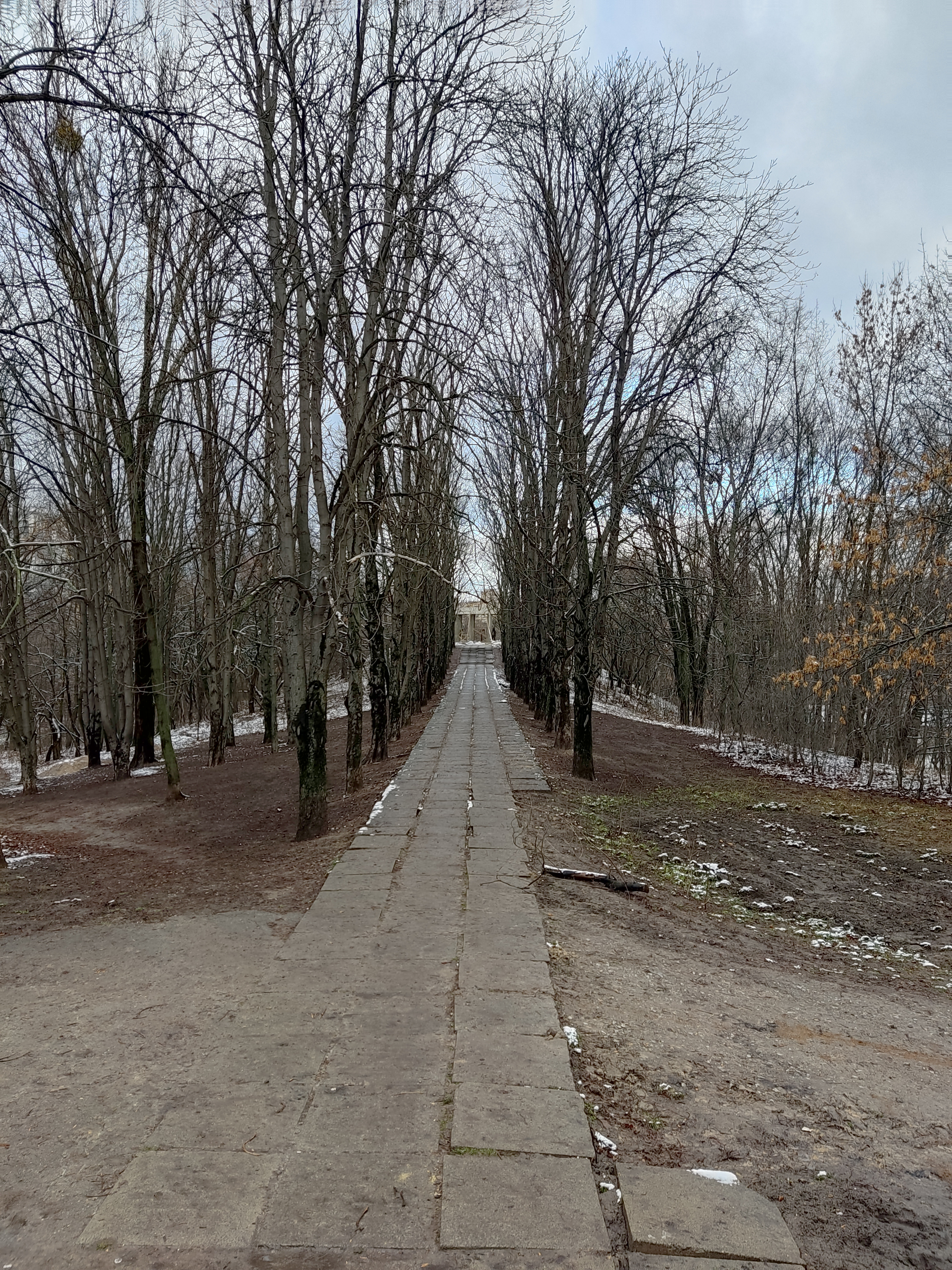
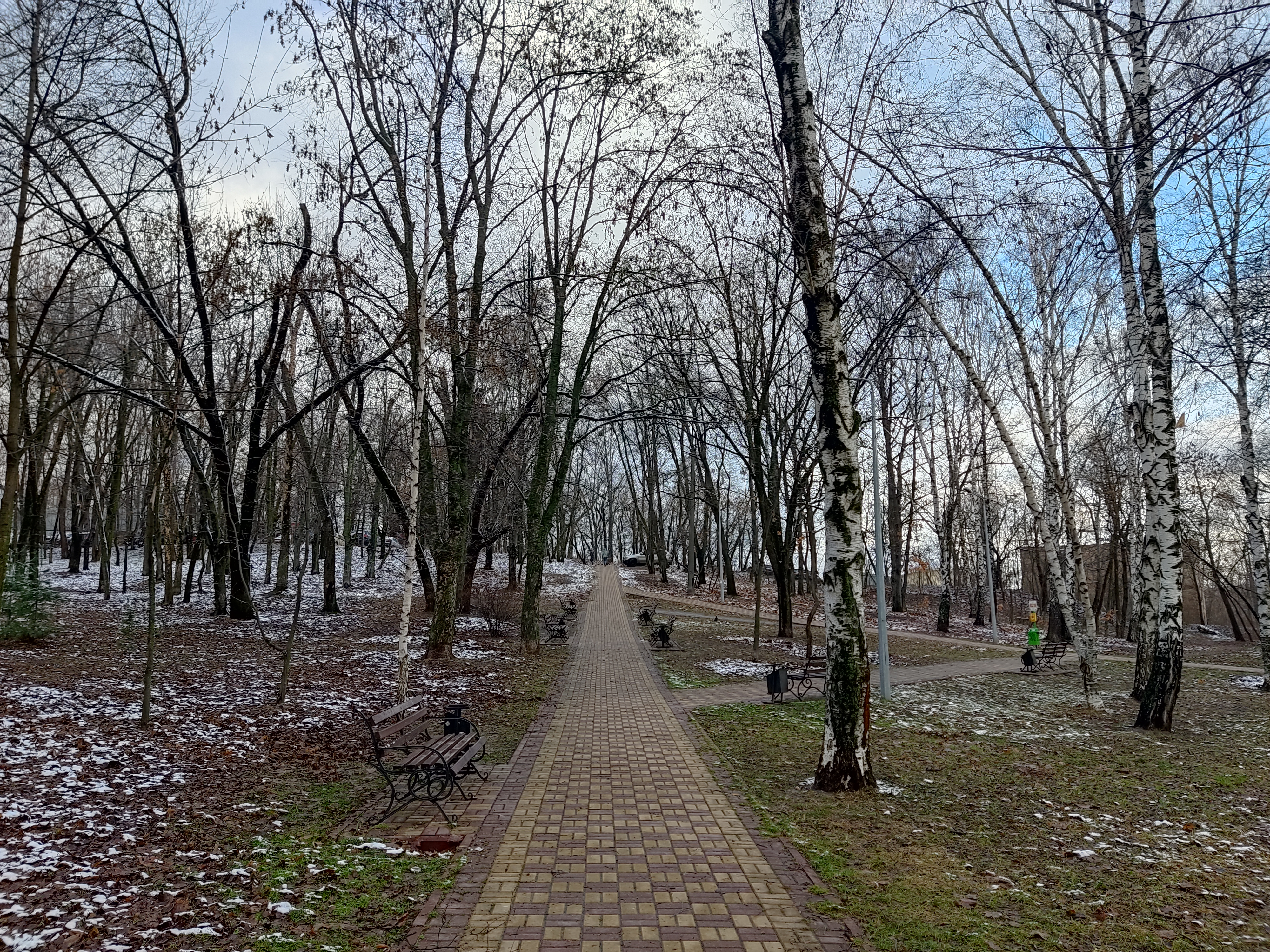
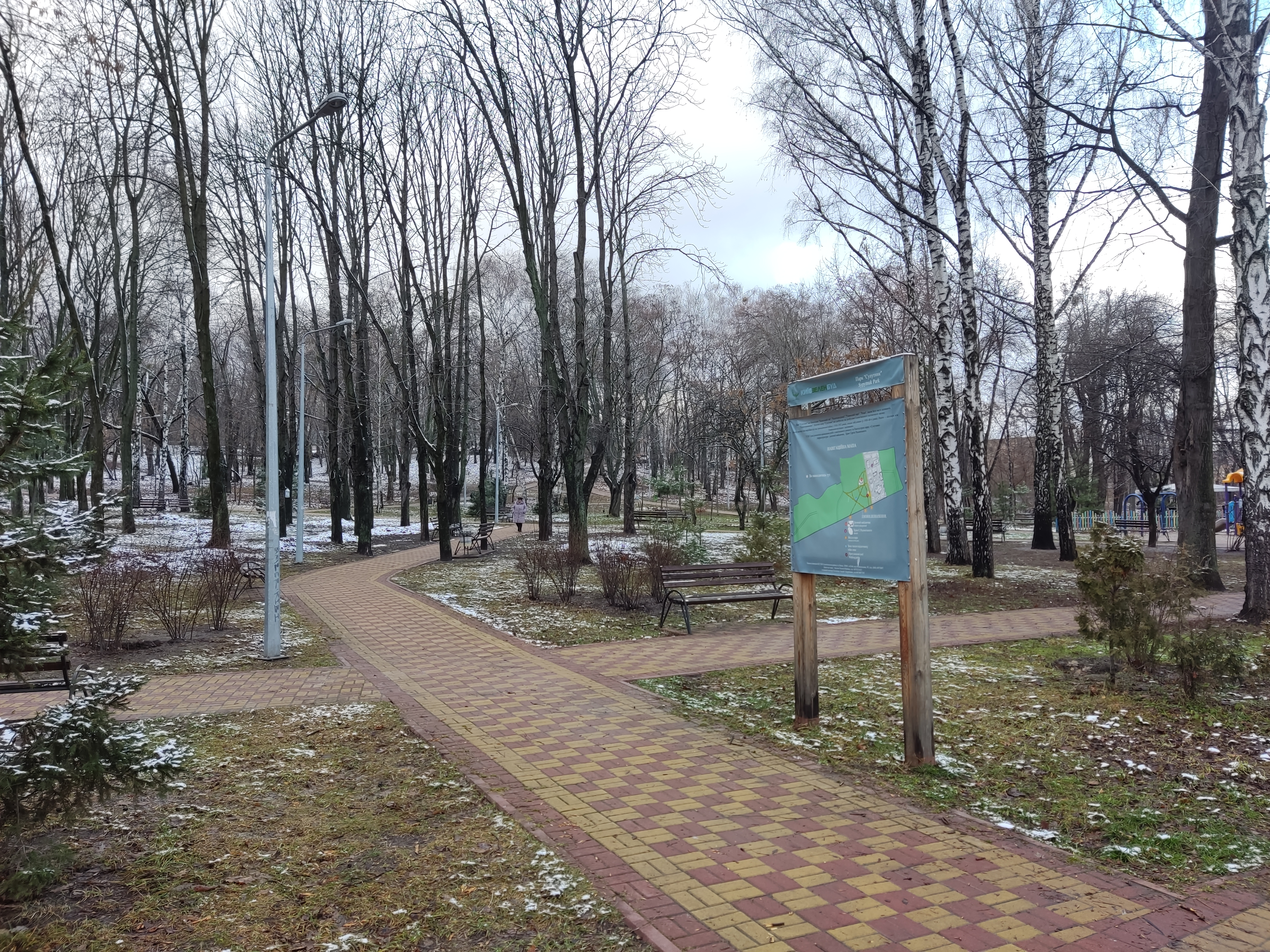
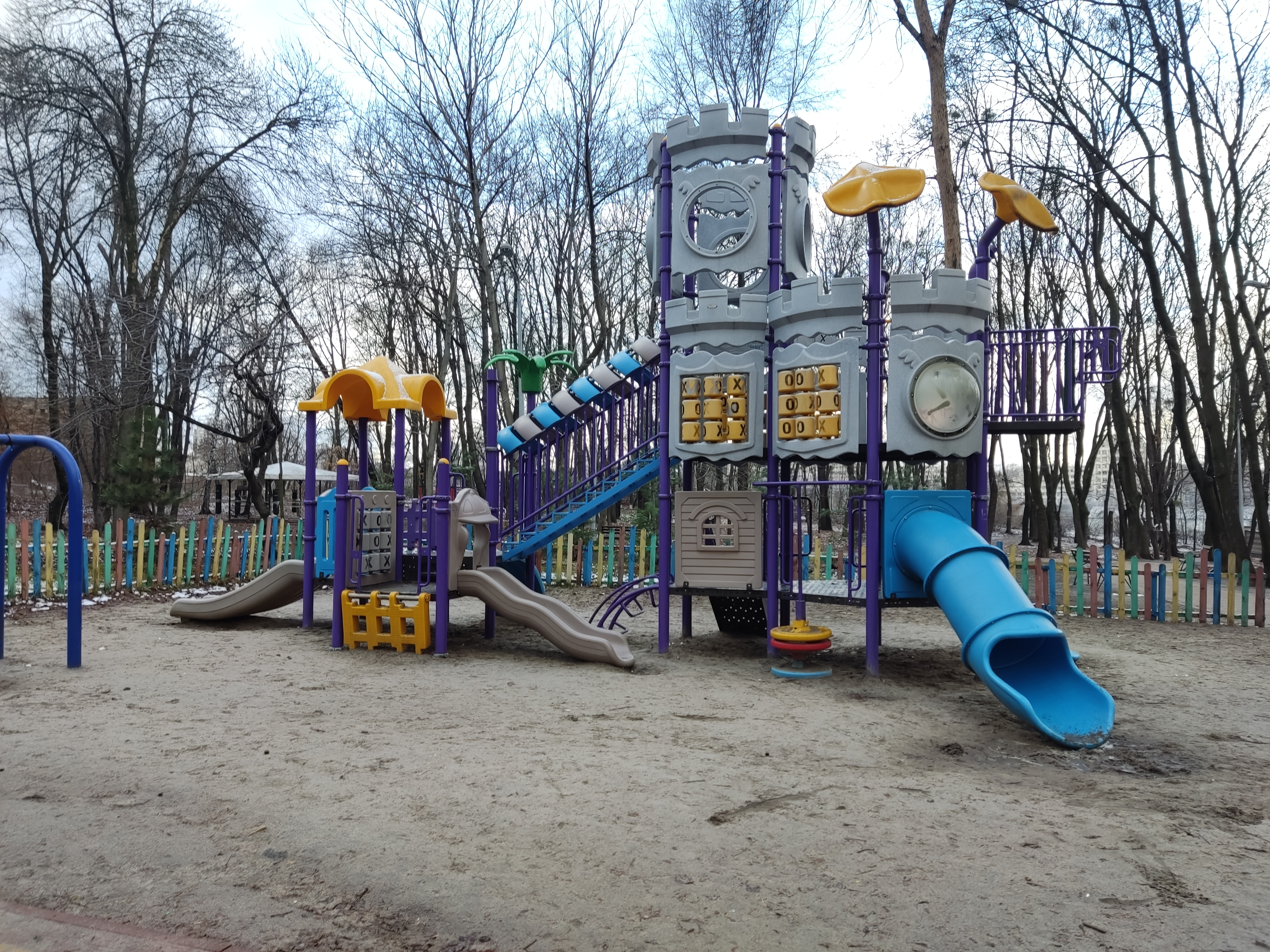
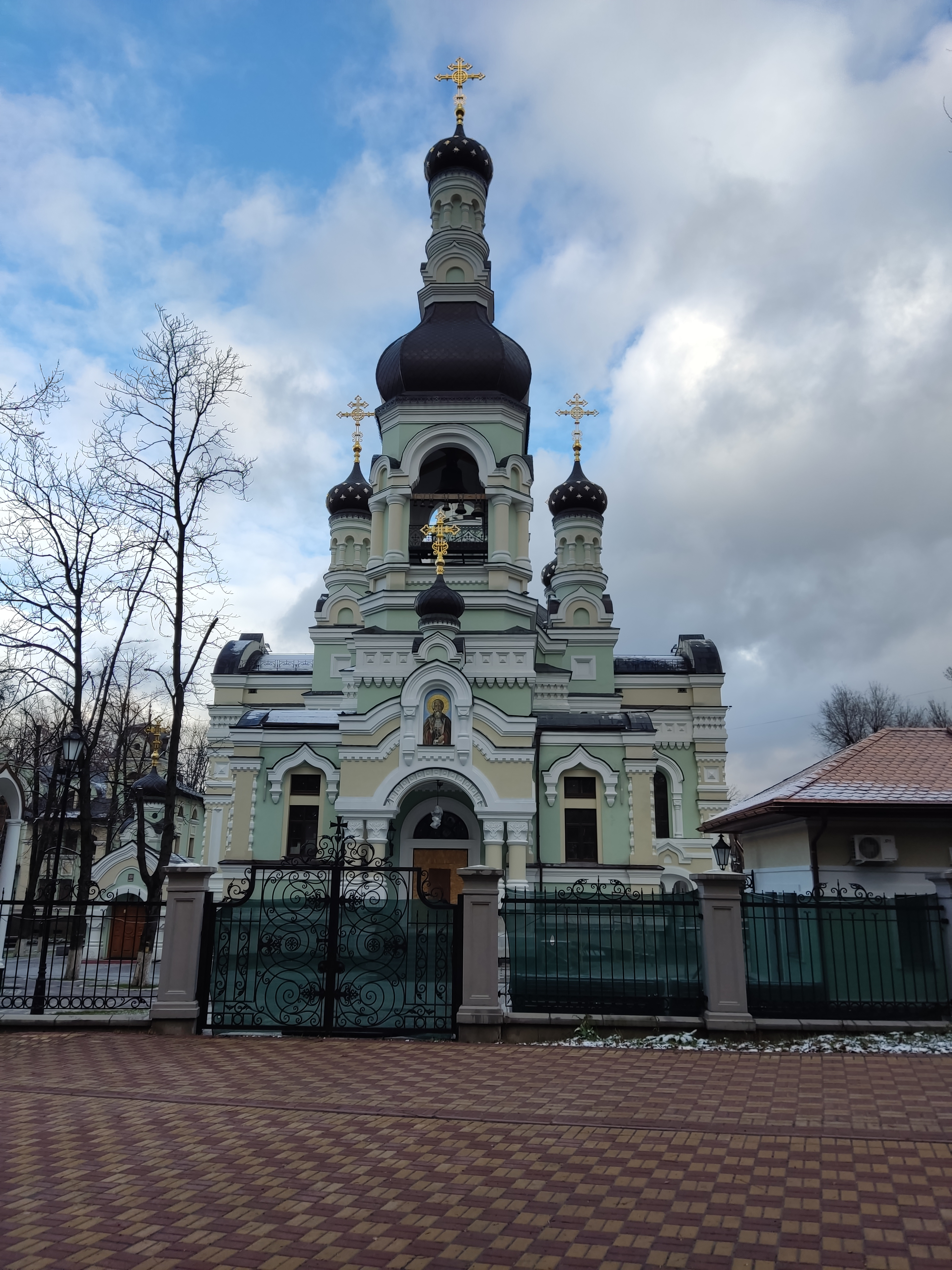